# Попара
Попарата е вид българска закуска.
Разпространена е и в Сърбия, Черна гора, Северна Македония и Босна и Херцеговина, приготвяна от стар или пресен, препечен хляб, накъсан или нарязан на дребни парчета (залци), задушен под капак с прясно мляко, мътеница, чай, билкова отвара, или гореща вода.
Традиционно се приготвя от хляб, престоял два-три дни или сухар, към който след като е натопен в горещата течност, се добавя натрошено бяло саламурено сирене, масло, меласа, маджун или мед.
Приготвя се сладка или солена по вкус.